# Staincross
Staincross – wieś w Anglii, w hrabstwie ceremonialnym South Yorkshire, w dystrykcie metropolitalnym Barnsley. Leży 24 km na północ od miasta Sheffield i 250 km na północ od Londynu.